# تراویس استیونز
تراویس استیونز (انگلیسی: Travis Stevens؛ زادهٔ ۲۸ فوریهٔ ۱۹۸۶) جودوکار اهل ایالات متحده آمریکا است. وی در مسابقات بین‌المللی در مجموع برندهٔ ۳ مدال طلا، ۴ مدال نقره و ۴ مدال برنز شده‌است.